# Józef Misala
Józef Misala (ur. 15 maja 1950 w Jankowicach, zm. 24 listopada 2011) – polski ekonomista, profesor nauk ekonomicznych o specjalności gospodarka światowa, handel zagraniczny, międzynarodowe stosunki gospodarcze, regionalna integracja gospodarcza, konkurencyjność międzynarodowa.

## Życiorys
W 1968 roku, po ukończeniu z wyróżnieniem Liceum Ogólnokształcącego w Rybniku, rozpoczął studia na Wydziale Handlu Wewnętrznego Wyższej Szkoły Ekonomicznej w Krakowie. W 1970 roku przeniósł się na Wydział Handlu Zagranicznego Szkoły Głównej Planowania i Statystyki w Warszawie, gdzie w marcu 1973 roku obronił tytuł magistra ekonomii. W trakcie nauki w liceum oraz na studiach był członkiem ZHP oraz Związku Młodzieży Wiejskiej.
Tytuł doktora nauk ekonomicznych otrzymał w 1978 roku, doktora habilitowanego w 1989 roku, a profesora – 18 czerwca 1998.
Pracował w takich uczelniach jak Szkoła Główna Handlowa w Warszawie, Wyższa Szkoła Handlu i Finansów Międzynarodowych im. Fryderyka Skarbka w Warszawie, Politechnika Radomska im. Kazimierza Pułaskiego w Radomiu, Instytut Badań Rynku, Konsumpcji i Koniunktur, Wyższa Szkoła Handlu i Prawa im. Ryszarda Łazarskiego w Warszawie. Był stypendystą Fundacji im. Aleksandra von Humboldta w Instytucie Gospodarki Światowej w Kilonii.